# نارسیسو پنا (تگزاس)
نارسیسو پنا (به انگلیسی: Narciso Pena) یک منطقهٔ مسکونی در ایالات متحده آمریکا است که در تگزاس واقع شده‌است. نارسیسو پنا ۳۰ نفر جمعیت دارد.